# Амбалатунган
Амбалатунган — вулкан, расположен на острове Лусон в провинции Калинга, Филиппины. Иногда комплекс вулканов называют по самому высокому пику комплекса Бинулан.
Амбалатунган — комплекс вулканов, высотой 2329 метров. Он состоит из 3 вулканов, которые вытянулись с востока на запад: Бинулан, Бамабаг, Подакан. Самый высокий среди них считается вулкана Бинулан. Вулкан имеет крутую форму. На всех вулканах заметна фумарольная активность. Вулкана сложены преимущественно дацитами.
В историческое время извержения не зафиксированы, но вулканические объекты опасны выбросами серных газов, которые бывают довольно мощными. Так в 1952 году в результате выброса серных газов в окрестностях вулкана погибли десятки людей.